# Zoo de Belfast

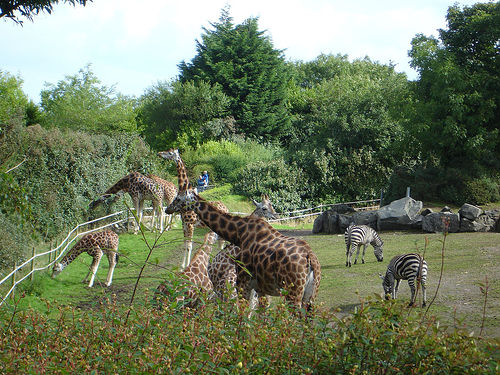
Girafes et zèbres au zoo de Belfast.

Le zoo de Belfast  est un parc zoologique situé à Belfast, capitale de l'Irlande du Nord. Ouvert le 28 mars 1934, il présente aujourd'hui plus de 1 200 animaux de 140 espèces sur 22 hectares. Il appartient à la Ville de Belfast.
Parmi elles, des espèces en danger telles que le gibbon cendré, le lion de l'Atlas, le bongo oriental. Le zoo possède également un félin très rare, le chat de Temminck. Mais, on peut rencontrer des espèces plus communes : des girafes, des tapirs et des ours malais.
Membre permanent de l'Association européenne des zoos et aquariums (EAZA), il s'engage dans la conservation ex situ en participant à des programmes européens pour les espèces menacées (EEP et ESB) dont il en coordonne deux.

## Conservation
Le zoo est coordinateur du programme européen pour les espèces menacées (EEP) consacré au langur de François (en danger). Il coordonne aussi un studbook européen (ESB) consacré à une espèce menacée : le putois marbré (vulnérable).
Par ailleurs, il coordonne un ESB consacré à une espèce qui n'est pas menacée, le colobe guéréza (classée en préoccupation mineure par l'UICN).

## Économie et fréquentation
En 1934, 287 307 personnes ont visité le zoo.[réf. nécessaire] Le pic de fréquentation est atteint en 2009, avec 302 000 visiteurs. En 2015, il a reçu 272 588 visiteurs.